# Alexandre Furcy Guesdon
Alexandre Furcy (ou Fursy) Guesdon (1780-1856), aussi désigné comme Furcy Guédon, est un historien et littérateur français du XIXe siècle, auteur notamment d'ouvrages sur l'histoire de la Révolution française et de l'Empire.
Mortonval, pseudonyme de Furcy Guesdon, fut de 1809 à 1813 payeur militaire dans l’armée en Espagne. Après les Cent-Jours, il prit sa retraite en tant que bonapartiste déclaré. Il effectua plusieurs voyages aux Indes orientales, puis accompagna le jeune duc d’Albe (Jacques-Marie Emmanuel Joseph Bénigne de Fitz-James (1803–1881)) dans un voyage à travers toute l’Europe. Plus tard, il s’établit de nouveau à Paris.
Il est le petit-fils de l'acteur Préville (1721-1799). Il a connu Alphonse Rabbe.
Ses ouvrages sont signés à partir de 1825 du pseudonyme M. Mortonval.